# Morten Thrane Brünnich
Morten Thrane Brünnich (Koppenhága, 1737. szeptember 30. – Koppenhága, 1827. szeptember 19.) dán zoológus, mineralógus. Zoológiai szakmunkákban nevének rövidítése: „Brünnich”.

## Pályafutása
Koppenhágában született egy portréfestő fiaként. Keleti nyelveket és teológiát tanult, de érdeklődése hamar a természetrajz felé fordult. Részt vett Erik Pontoppidan Danske Atlas (1763-81) című művéhez a rovarmegfigyelésekben. Miután megbízást kapott Christian Fleischer bíró természetrajzi gyűjteményének kezelésével, az ornitológiával is foglalkozni kezdett, és 1764-ben kiadta az Ornithologia Borealist, amelyben számos skandináviai madarat írt le részletesen, köztük többet elsőként.
Számos külföldi természettudóssal levelezett, köztük Carl von Linnével, Peter Simon Pallasszal és Thomas Pennanttal. Entomologia című könyvét 1764-ben adta ki. Ezután hosszú európai körutazásra indult, ahol földközi-tengeri halakat is tanulmányozott, és 1768-ban kiadta a témáról szóló Ichthyologia Massiliensist.
Visszatérésekor kinevezték a Koppenhágai Egyetem természetrajzi és közgazdasági oktatójává. Itt létrehozott egy természetrajzi múzeumot és tankönyvet írt hallgatóinak Zoologiae fundamenta címen.

## Fordítás
- Ez a szócikk részben vagy egészben a Morten Thrane Brünnich című angol Wikipédia-szócikk ezen változatának fordításán alapul.  Az eredeti cikk szerkesztőit annak laptörténete sorolja fel. Ez a jelzés csupán a megfogalmazás eredetét és a szerzői jogokat jelzi, nem szolgál a cikkben szereplő információk forrásmegjelöléseként.